# La Mesada (San Juan)
La Mesada es un pequeño paraje rural ubicado a 50 km hacia el sur de la localidad de San Agustín de Valle Fértil, dentro del departamento homónimo, en la zona este de la provincia de San Juan, en la región cuyana argentina.

## Características de la localidad
El paraje La Mesada se encuentra a la vera de la Ruta Provincial 510, a unos 7 km de la localidad de Chucuma.
Debe su nombre al aspecto aplanado en forma de mesa de la parte superior de un cerro inmediato. En el lugar hay arroyos y pequeños ríos permanentes de variado caudal que permitieron la implantación de nogales, higueras y algunos otros árboles frutales. Entre las árboles autóctonos se distinguen los algarrobos, los molles y  los mistoles.

## Servicios
Dado que se trata de un paraje de escasa población rural dispersa, el lugar no dispone de prestación de servicios públicos. El acceso al paraje se realiza mediante los mismos medios de transporte público que brindan servicio a la villa de San Agustín de Valle Fértil.
En cercanías de la Ruta Provincial 510 existe un espacio dispuesto para acampantes.

## Puntos de interés turístico
- Ruta de Los Jesuitas: El paraje La Mesada forma parte del circuito que propone integrar en un recorrido turístico las ruinas jesuíticas de Las Tumanas, el trapiche de Chucuma y la actividad artesana de Astica.[4]

- Observación paisajística: En el paraje se pueden realizar caminatas recreativas de apreciación del típico paisaje serrano.

## Olivos centenarios
A poca distancia de la ruta porvincial 510, en su intersección con el arroyo La Mesada, se encuentran dos olivos que fueron estudiados en el año 1990, cuando se propuso a la población el hallazgo de los árboles vivos más añosos de la provincia de San Juan. Los análisis realizados sobre los ejemplares determinaron que ambos olivos fueron implantados en la primera mitad del siglo XVII. En la actualidad, la circunferencia de sus troncos es de 5,70 m y 5,80 m.
Se trata de dos olivos de la variedad arauco, que presumiblemente llegaron al continente americano en la década de 1560. Del conjunto enviado, sólo tres ejemplares sobrevivieron a la travesía desde España. Uno de ellos fue llevado a Chile y desde allí, esquejes de este único olivo habrían pasado a tierras cuyanas.
En fecha no establecida con exactitud pero indudablemente durante el período colonial tardío, una disposición de la Corona de España ordenó la tala y completa erradicación de las plantaciones de olivos de las colonias americanas, que competían con la producción de la metrópoli y amenazaban por tanto la utilidad de los explotaciones europeas. La lejanía, el aislamiento y las dificultades de acceso permitieron la preservación de estos dos ejemplares, que no fueron afectados por la medida.
En el año 2005, representantes de la provincia de San Juan formularon un proyecto de ley a fin de que ambos olivos fueran declarados «Árboles Históricos».